# Hickman County (Kentucky)
Hickman County is een county in de Amerikaanse staat Kentucky.
De county heeft een landoppervlakte van 633 km² en telt 5.262 inwoners (volkstelling 2000). De hoofdplaats is Clinton.